# Iwanie Puste
Iwanie Puste – wieś na Ukrainie w rejonie czortkowskim należącym do obwodu tarnopolskiego. 
W II Rzeczypospolitej wieś w powiecie borszczowskim województwa tarnopolskiego. 
W latach 1943–1944 nacjonaliści ukraińscy z OUN-UPA zamordowali tutaj 60 Polaków.